# Drosophila circumdata
Drosophila circumdata este o specie de muște din genul Drosophila, familia Drosophilidae, descrisă de Oswald Duda în anul 1926. Conform Catalogue of Life specia Drosophila circumdata nu are subspecii cunoscute.